# Espot (kommunhuvudort)
Espot är en kommunhuvudort i Spanien.   Den ligger i provinsen Província de Lleida och regionen Katalonien, i den nordöstra delen av landet, 500 km nordost om huvudstaden Madrid. Espot ligger 1 340 meter över havet och antalet invånare är 388.
Terrängen runt Espot är bergig åt nordost, men åt sydväst är den kuperad. Espot ligger nere i en dal. Runt Espot är det mycket glesbefolkat, med 2 invånare per kvadratkilometer. Närmaste större samhälle är Sort, 18,7 km söder om Espot. I omgivningarna runt Espot växer i huvudsak barrskog.